# Partidul Rezoluției
Partidul Rezoluției (în maghiară Határozati Párt) a fost un grup politic format sub conducerea contelui László Teleki în Adunarea Națională a Ungariei din 1861, care a susținut elaborarea răspunsului către suveranul austriac referitor la rezultatul dezbaterilor sub forma rezoluției în locul formei tradiționale a adresei.

## Istoric
După înfrângerea suferită în războiul cu Piemontul din 1859, împăratul austriac Franz Joseph a devenit conștient de necesitatea modernizării Imperiului Habsburgic și, ca urmare, l-a demis pe ministrul imperial de interne, Alexander von Bach. În octombrie 1860 împăratul a emis Diploma din octombrie, în care combina elemente absolutiste, constituționale și federaliste, și în februarie 1861 a emis Patenta din Februarie, care avea un caracter centralizator. Pentru a obține acceptarea și de către partea maghiară a acestor documente Franz Joseph a convocat Adunarea Națională a Ungariei la 6 aprilie 1861 la Buda.

## Adunarea Națională a Ungariei din 1861
Adunarea Națională a Ungariei a respins în unanimitate ambele documente, refuzând să-și trimită reprezentanți în Parlamentul de la Viena și cerând reinstituirea regimului constituțional din 1848. Printre membrii săi a avut loc, cu toate acestea, o dezbatere cu privire la forma răspunsului care trebuia dat monarhului: printr-o adresă tradițională sau – cu referire la faptul că, în conformitate cu legile țării, Franz Joseph nu era oficial rege al Ungariei - printr-o rezoluție solemnă care totodată să declare autodizolvarea adunării naționale și prin aceasta să împiedice orice posibilitate de negociere. Primul punct de vedere a fost susținut de Partidul Adresei condus de Ferenc Deák, care era în favoarea încheierii de acorduri cu Casa de Habsburg pentru obținerea autoguvernării, în timp ce al doilea punct de vedere a fost susținut de Partidul Rezoluției condus de László Teleki, care era pentru proclamarea unui stat național independent. Poziția lui Teleki și a susținătorilor săi a fost argumentată și prin faptul că reprezentanții Croației și Transilvaniei nu au fost chemați la adunarea naționala de la Buda, motiv pentru care adunarea era considerată ca fiind lipsită de putere de decizie.
Teleki s-a sinucis în ajunul zilei în care trebuia să se dea un răspuns împăratului Franz Joseph,  ședința din acea zi a fost suspendată. Succesorul său la conducerea partidului a fost nepotul său, Kálmán Tisza. Apoi, cu sprijinul unor membri ai Partidului Rezoluției, care nu au susținut în mod constant principiile promovate de Teleki și sub influența discursului care susținea adoptarea procedurii Adresei, rostită de către Deák, adunarea a votat la 13 mai 1861 procedura adresei cu un raport de 155-152.
După dizolvarea Adunării Naționale a Ungariei de către Franz Joseph, Partidul Rezoluției a încetat să mai funcționeze.

### Rezultate în alegerile parlamentare
| Alegeri | Voturi | Procent de voturi | Număr de mandate | Procentul de mandate | Rol în parlament |
| ------- | ------ | ----------------- | ---------------- | -------------------- | ---------------- |
| 1861    | ?      | ?                 | 100              | 23%                  | opoziție         |